# Bembidion ibericum
Bembidion ibericum is een keversoort uit de familie van de loopkevers (Carabidae). De wetenschappelijke naam van de soort is voor het eerst geldig gepubliceerd in 1868 door Piochard de la Brulerie.